# Fernando Colunga Olivares
Fernando Colunga Olivares (Ciutat de Mèxic, 3 de maig de 1966) és un actor mexicà de melodrames anomenat "El rei de les telenovel·les" que amb una carrera artística de més de 30 anys a Televisa és un autèntic fenomen de masses a Mèxic i a tota l'Amèrica Llatina. Les seves telenovel·les són les més premiades, les que han registrat un nivell d'audiència més elevat i les més comercialitzades internacionalment. Així mateix, és l'actor que més vegades ha estat nominat i guardonat amb el Premi TVYNOVELAS que anualment reconeix la tasca dels actors mexicans.

## Biografia
Inicià la carrera com a actor de doblatge i amb papers molt secundaris en produccions melodramàtics i programes infantils mexicans fins que l'any 1995 li arribà la seva primera gran oportunitat al protagonitzar la telenovel·la Maria la del barrio, la tercera part de la trilogia de les maries, al costat de l'actriu i cantant Thalía. La telenovel·la, poc reconeguda per la crítica, fou un èxit i poc després fou recompensat amb un nou paper protagonista a Esmeralda, al costat de Leticia Calderón, per aquest paper obtingué el primer premi TVyNOVELAS de l'any 1998. La telenovel·la, altament alabada per la crítica, fou un autèntic boom mediàtic i fou àmpliament retransmesa a l'Europa oriental.
El 1998 protagonitzà, al costat de la veneçolana Gabriela Spanic, la telenovel·la La Usurpadora, en la qual també hi participà l'actriu Libertad Lamarque, aquesta telenovel·la és la més comercialitzada arreu del món per Televisa en tota la seva història i és encara ara un fenomen d'audiències en països com Brasil. Nunca te olvidaré i Abrázame muy fuerte, amb Edith González i Aracely Arámbula respectivament, foren les darreres novel·les de la dècada dels 90 en actuà com a protagonista. Per aquesta darrera obtingué de nou el premi TVyNOVELAS.
Després d'una aturada de dos anys, Colunga protagonitzà Amor real el 2003 al costat d'Adela Noriega i produïda per Carla Estrada. La història centrada en el Mèxic de mitjan segle xix aconseguí pics d'audiència superiors al 40% i fou la gran triomfadora dels premis de la indústria de 2004. Colunga obtingué de nou el premi TVyNOVELAS i el convencé per fer dos nous productes d'època amb Carla Estrada. Alborada, telenovel·la d'època de 2005, amb Lucero molt elevada per la gran qualitat de la producció i, el 2007, Pasión amb Susana González. Per Alborada obtingué el premi TVyNOVELAS 2006.
El 2008, de la mà de Nicandro Díaz González, tornà a l'actualitat amb la telenovel·la Mañana es para siempre juntament amb Sílvia Navarro, Lucero i Sergio Sendel. La producció fou un èxit d'audiència però no de crítica. I, el 2010 protagonitzà, al costat de Lucero, la telenovel·la Soy tu dueña. Per aquesta darrera telenovel·la, obtingué de nou el Premi TVyNOVELAS 2011.
El 2012 protagonitzà, al costat de Blanca Soto, la telenovel·la de Juan Osorio, Porque el amor manda. Mentrestant ha participat en obres teatrals i pel·lícules que l'han consolidat com un dels principals actors hispans de l'actualitat.

## Trajectòria

### Telenovel·les
- Pasión y poder (2015-2016) - Eladio Gómez Luna Altamirano
- Porque el amor manda (2012-2013) - Jesús García
- Soy tu dueña (2010) - José Miguel Montesinos
- Mañana es para siempre (2008-2009) - Eduardo Juárez Cruz/Franco Santoro
- Pasión (2007-2008) - Ricardo de Salamanca y Almonte
- Alborada (2005-2006) - Luis Manrique y Arellano
- Amor real (2003) - Manuel Fuentes Guerra
- Navidad sin fin (2001-2002) - Pedro
- Abrázame muy fuerte (2000-2001) - Carlos Manuel Rivero
- Cuento de Navidad (1999-2000) - Jaime
- Nunca te olvidaré (1999) - Luis Gustavo Uribe
- La usurpadora (1998) - Carlos Daniel Bracho
- Esmeralda (1997) - José Armando Peñarreal
- María la del barrio (1995-1996) - Luis Fernando de la Vega
- Alondra (1995) - Raúl Gutiérrez
- Marimar (1994) - Adrián Rosales
- Más allá del puente (1993-1994) - Valerio Rojas
- María Mercedes (1992-1993) - Chicho
- Madres egoístas (1991) - Jorge
- Alcanzar una estrella II (1991)
- Cenizas y diamantes (1990)
- Dulce desafío (1988-1989)

### Programes
- XHDRBZ (2002) - Raúl
- Plaza Sésamo (1995-1997)
- Mujer, casos de la vida real (1994)
  - Te olvidaré (1994)
- La telaraña (1988)

### Cinema
- Ladrones[6] (2015) - Alejandro Toledo[7]
- Ladrón que roba a ladrón (2007) - Alejandro Toledo[8]
- Bésame en la boca (1995) - Arturo
- Esclavos de la pasión (1995)
- La guerrera vengadora (1988)

### Teatre
- Obscuro total (2013) - Director[9][10]
- Manos quietas (2011)[11]
- La Cenicienta
- Trampa de muerte (2004)[12]